# Тас-Юрях (приток Лены)
Тас-Юрях (устар. Таас-Юрэх; якут. Таас үрэх) — река в Жиганском районе Якутии, приток реки Лена. Длина — 22 км. Впадает в протоку Беликан, впадающую в Лену в 534 км от её устья. Правый приток — Курунг-Бысыр.

## Данные водного реестра
По данным государственного водного реестра России и геоинформационной системы водохозяйственного районирования территории РФ, подготовленной Федеральным агентством водных ресурсов:
- Бассейновый округ — Ленский
- Речной бассейн — Лена
- Речной подбассейн — Лена ниже впадения Вилюя до устья
- Водохозяйственный участок — Лена от впадения Вилюя до водного поста ГМС Джарджан[2].